# Creu dels Afusellats (Sant Joan de les Abadesses)
La creu dels Afusellats és una creu del municipi de Sant Joan de les Abadesses (Ripollès) inclosa en l'Inventari del Patrimoni Arquitectònic de Catalunya.

## Descripció
Es tracta d'una creu situada a la vora d'un camp de forma i dimensions que la fan molt visible des de la carretera d'Olot, uns metres més amunt (Pla de Caramelles). Té una base de ciment de forma quadrada de la que arrenca un pal vertical i cilíndric de ciment armat i al capdamunt s'hi troba unida una creu de ferro, molt rovellada, que podria ser la primera que es va posar al lloc dels tràgics fets. En una de les cares de la base es llegeix, ja amb certa dificultat pel deteriorament del temps i la intempèrie, "restaurada juliol de 1926".

## Història
Al lloc on els carlins (Savalls) varen matar 114 soldats el 17 de juliol de 1874, aviat es va alçar una creu en record d'aquells tràgics fets. Amb el temps es va anant fent malbé la primera creu i el 1926 es va beneir una nova creu amb la cantada d'una absoluta amb l'assistència de l'ajuntament, autoritats militars i gran nombre de persones. Aquesta és la creu que encara existeix. A la guerra del 1936 va ser destruïda i passada la revolta va ser restaurada.